# Galaktyka Trójkąta
Galaktyka Trójkąta (znana również jako Messier 33, M33, NGC 598) – galaktyka w gwiazdozbiorze Trójkąta, druga pod względem jasności galaktyka spiralna na niebie, po Galaktyce Andromedy. Zaliczana do Grupy Lokalnej, do której należy również nasza Galaktyka. W sprzyjających warunkach można ją dostrzec gołym okiem; dla większości ludzi jest to najdalszy obiekt astronomiczny dostępny do obserwacji bez użycia przyrządów.
Galaktykę prawdopodobnie odkrył Giovanni Hodierna przed 1654 rokiem. Niezależnie odkrył ją Charles Messier i umieścił w swoim katalogu 25 sierpnia 1764 roku. Między innymi właśnie w tej „mgławicy spiralnej” (jak wtedy nazywano galaktyki), w roku 1924 amerykański astronom Edwin Powell Hubble odkrył bardzo słabe cefeidy niemal 18m i doszedł do przekonania, że wraz z zawierającymi je mgławicami znajdują się poza Galaktyką.

## Opis
Jasność obserwowana tej mglistej plamki o rozmiarach 60′ × 40′ wynosi 5,7m, natomiast jasność absolutna −19m. Masa jej szacowana jest na 2,0×1010 M☉. Rzeczywista średnica galaktyki to około 60 000 lat świetlnych. Jest to galaktyka typu Sc i leży w odległości 2,9 miliona lat świetlnych (według aktualnych oszacowań).
Galaktyka Trójkąta zawiera wyjątkowo dużo obszarów H II, rozrzuconych po luźnych ramionach spiralnych wokół centrum galaktyki. Niektóre z nich należą do największych znanych miejsc formowania się nowych gwiazd. Najjaśniejsze otrzymały własne oznaczenia w katalogu NGC i jego suplementach IC, np. NGC 588, NGC 592, NGC 595, NGC 604.
Galaktyka Trójkąta jest pierwszą galaktyką, poza Drogą Mleczną, w której odkryto wodę. Odkrycia dokonano w 1977 r. za pomocą radioteleskopu w Effelsbergu.

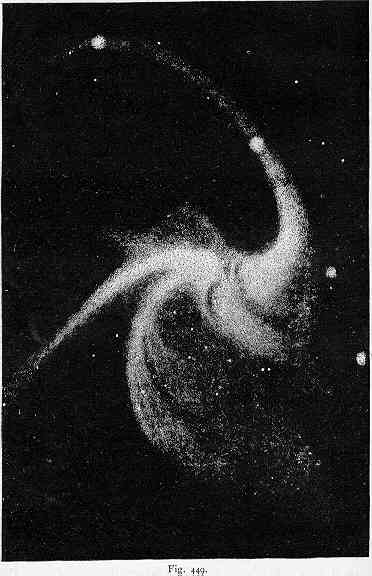
Rysunek Williama Parsonsa z 1850 r. na podstawie jego obserwacji z użyciem 180-cm teleskopu własnej konstrukcji
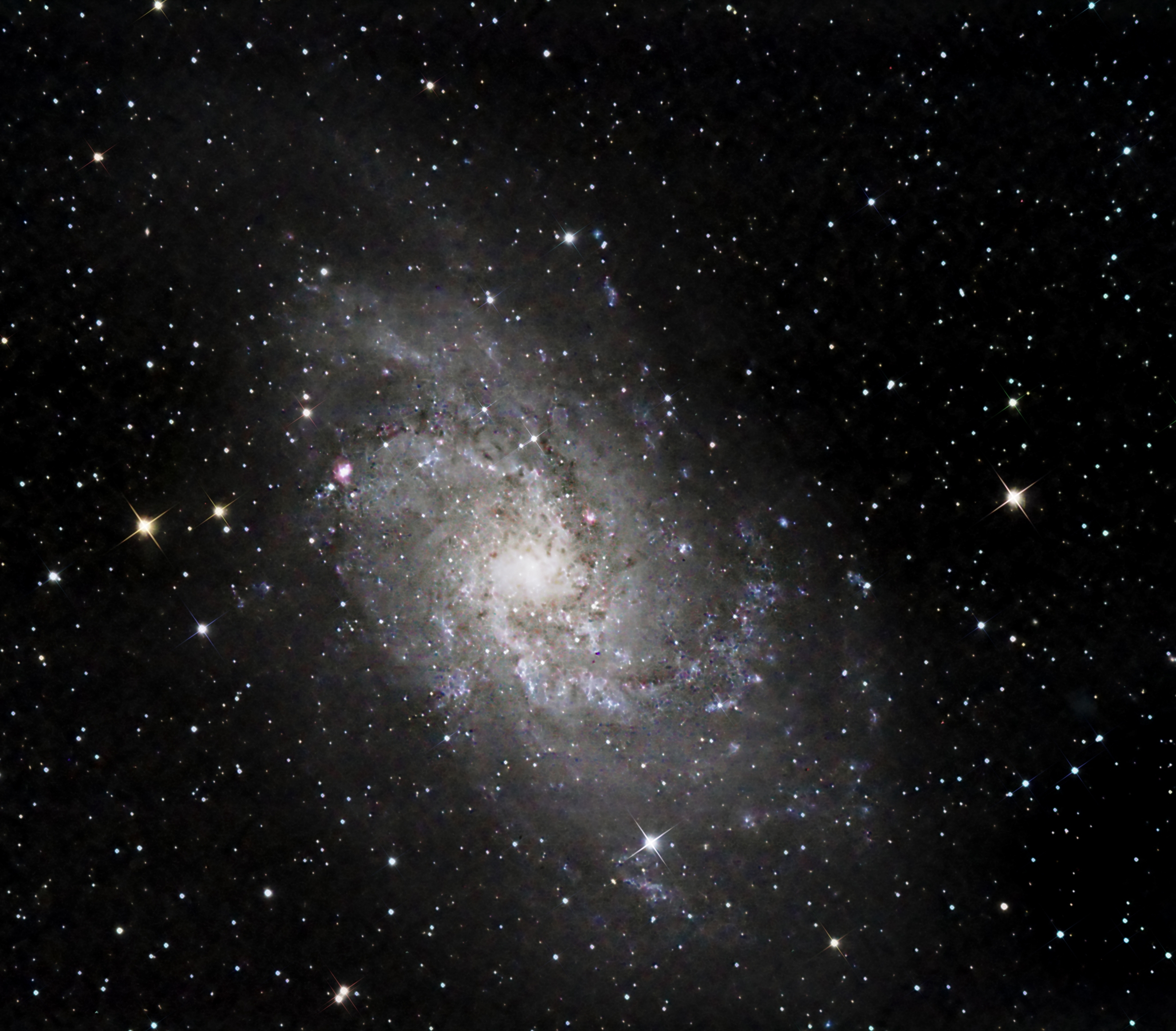
Galaktyka Trójkąta na amatorskim zdjęciu